# Amblypodia cormica
Amblypodia cormica är en fjärilsart som beskrevs av De Nicéville. Amblypodia cormica ingår i släktet Amblypodia och familjen juvelvingar. Inga underarter finns listade i Catalogue of Life.